# Стадион Мајнду Филип парк
Стадион Мајнду Филип парк (енгл. Mindoo Phillip ParkVictoria Park) је вишенаменски стадион који се налази у Маршанду, Кастриз, Света Луција. То је место за тренинг и такмичење у крикету, фудбалу, рагбију и атлетици, између осталих спортова. Раније је то било домаће место за крикет тима са Ветровних острва.
Терен је био домаћин два крикет меча званих једнодневна интернационала (One Day International), 1978. и 1984. године. У оба меча учествовали су Западна Индија и Аустралија. Аустралија је 12. априла 1978. победила Западну Индију са два викета. Дана 19. априла 1984. Западна Индија је узвратила, победивши са седам викета.
Првокласни крикет се не игра на Мајнд Филип парку од 2001. године због изградње стадиона Дарен Семи. Место је раније било познато као Викторија парк, али је 1979. преименовано у част Френсиса Мајнду Филипа, надалеко познатог као најбољег играча крикета на острву.

## Куп Кариба
На овом стадиону су одигране две утакмице групе 3 у квалификацијама за Куп Кариба 1995. године.

## Фудбалске утакмице
| Датум          | Утакмица                | Резултат | Такмичење        | Гледалаца |
| -------------- | ----------------------- | -------- | ---------------- | --------- |
| 2. април 1995. | Света Луција - Гренада  | 4 : 0    | Куп Кариба 1995. | 0         |
| 7. мај 1995.   | Света Луција - Барбадос | 2 : 1    | Куп Кариба 1995. | 0         |